# 飄浮瘦獅子魚
飄浮瘦獅子魚，為輻鰭魚綱鮋形目杜父魚亞目獅子魚科的其中一種，分布於東印度洋塔斯馬尼亞島海域，棲息深度1110-1120公尺，體長可達9.9公分，為深海底棲性魚類，屬肉食性，生活習性不明。

## 擴展閱讀
維基物種上的相關：飄浮瘦獅子魚